# توريديلكامبو
بلدية توريديلكامبو (بالإسبانية: Torredelcampo) هي بلدية تقع في مقاطعة خاين التابعة لمنطقة أندلوسيا جنوب إسبانيا.

## الديموغرافيا
بلغ عدد سكان بلدية توريديلكامبو 14.625 نسمة عام 2011 (وفقاً للمعهد الوطني للإحصاء الإسباني).
| 12.301 | 12.866 | 13.440 | 13.961 | 13.339 | 13.627 | 14.625 |

## توأمة
لتوريديلكامبو اتفاقيات توأمة مع:
- باراكالدو